# 자응장

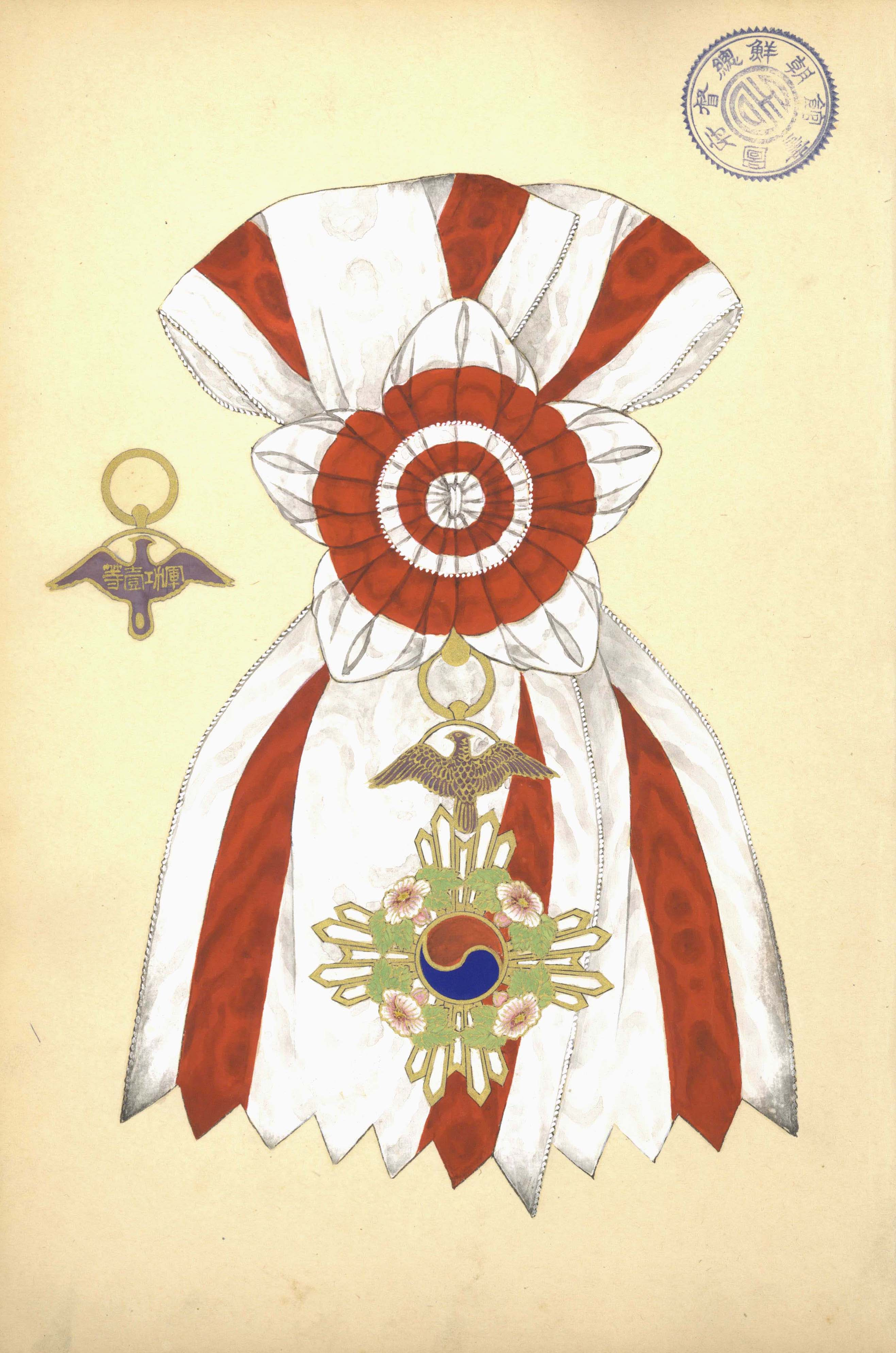
공일등 자응대수장

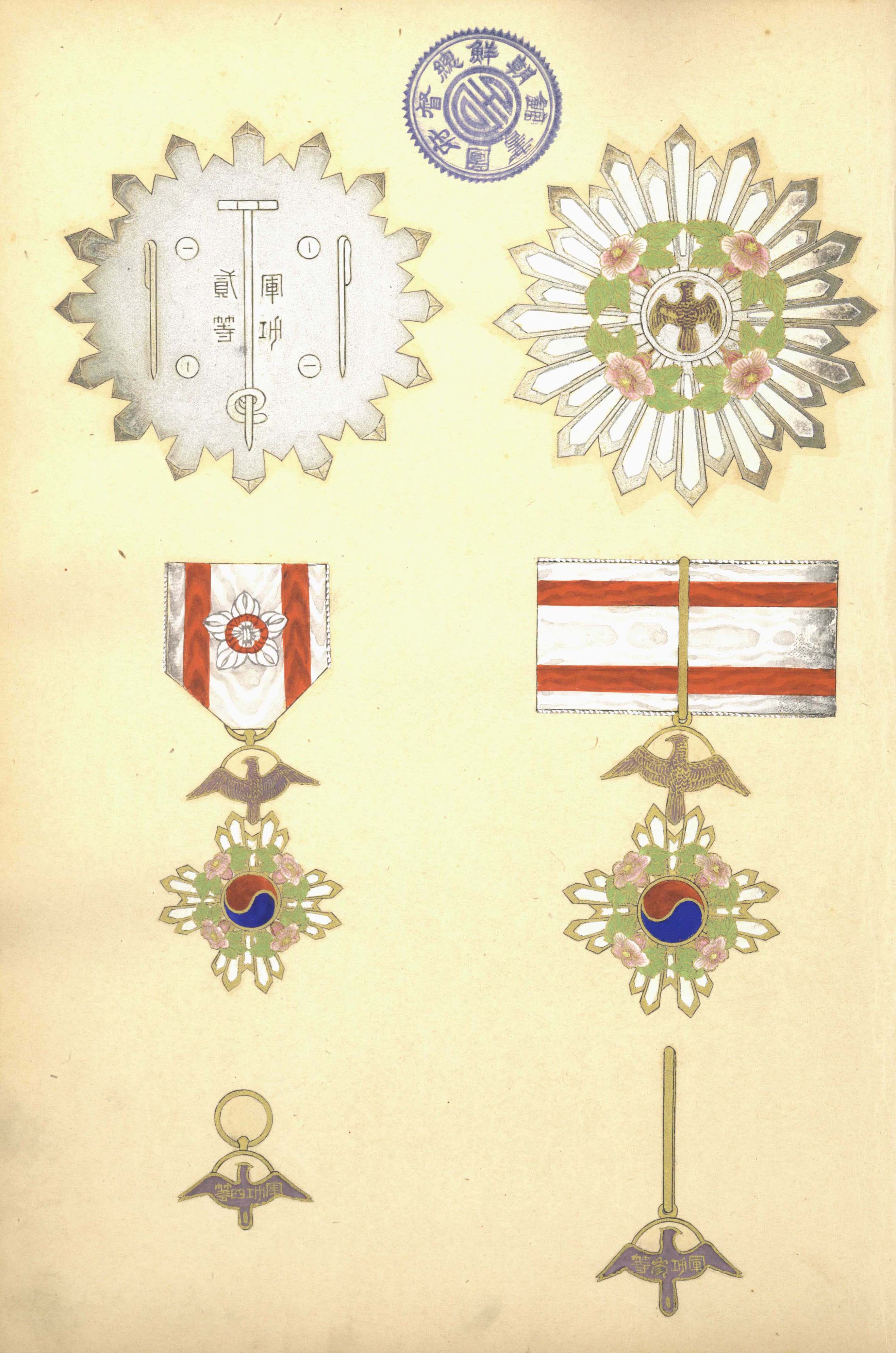
공이등 자응장 겸 공일등 부장(上)
공삼등 자응중수장 겸 공이등 부장(下右)
공사등 자응소수장(下左)

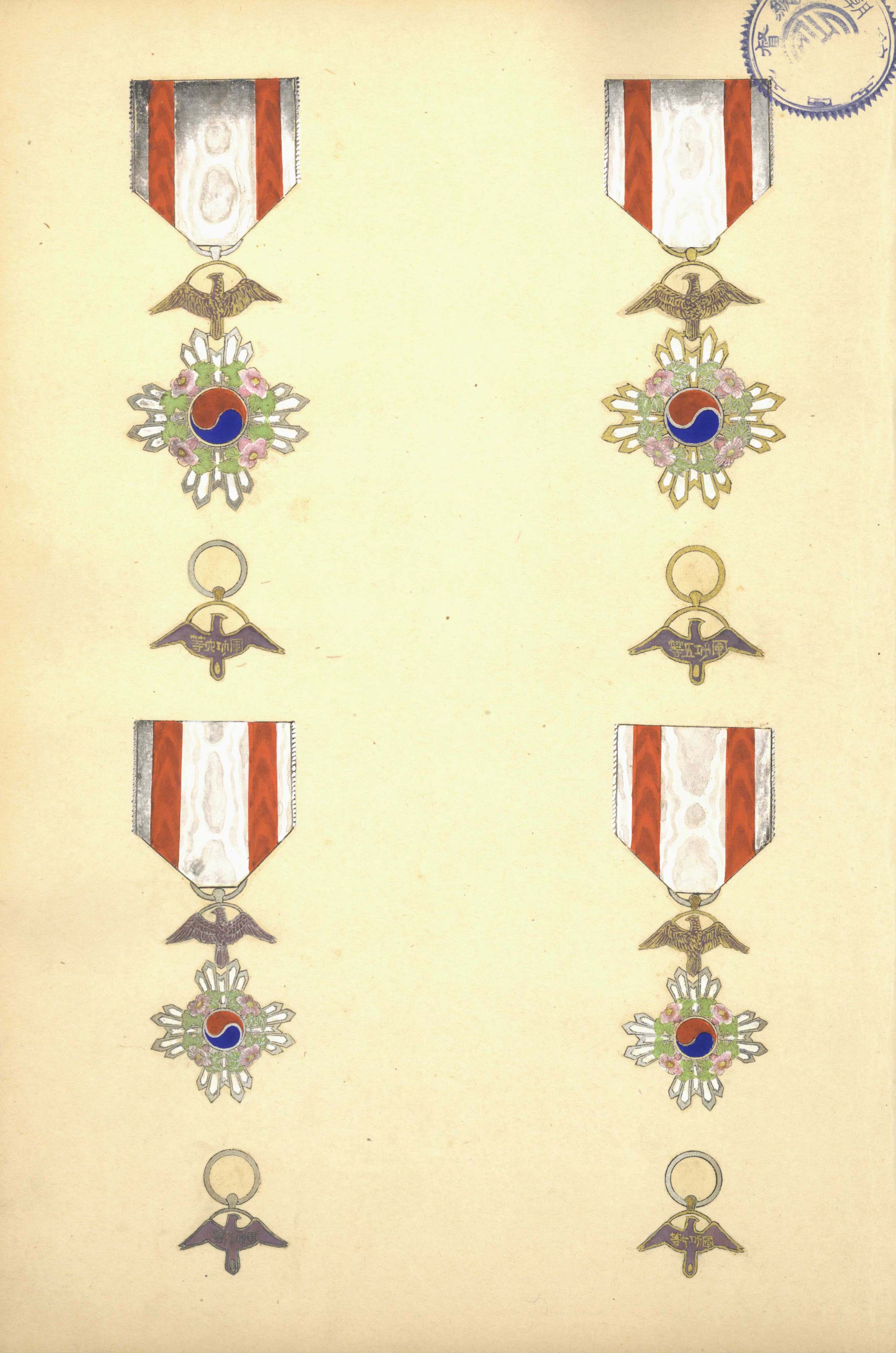
공오등 자응소수장(上右)
공육등 자응소수장(上左)
공칠등 자응소수장(下右)
공팔등 자응소수장(下左)

자응장(紫鷹章)은 대한제국의 훈장 가운데 하나이며 팔괘장 다음가는 훈장이다.

## 역사
자응장은 1897년(광무 1년) 4월 17일에 대한제국 칙령 제13호로 〈훈장 조례〉(勳章條例)가 반포되면서 제정되었다. 훈등은 공(功)에 해당하고 일등에서 팔등까지로 구분되어 무관(武官) 중에서 공이 뛰어난 사람에게 훈등에 따라 수여하였다. 훈장의 명칭은 태조의 무훈에서 비롯된 고사에서 취한 것이다.

## 운용
장관(將官)은 공삼등에 초서(初敍)하고 무공에 따라 차례로 진급하되 황제의 특지로 수여할 경우에는 이 제한에 해당하지 않았다. 영관(領官)은 공오등, 위관(尉官)은 공육등에 초서하고 무공에 따라 차례로 진급하되 영관은 공이등, 위관은 공삼등까지 받았다. 준사관(准士官), 하사와 병졸은 공팔등에 초서하고 무공에 따라 차례로 진급하되 준사관, 하사는 공오등, 병졸은 공육등까지 받았다. 장교(將校) 상당관(相當官)과 군속(軍屬)은 장교와 하사에 준하여 수여하였다. 전쟁시에 무공이 뛰어난 자에게는 초서하는 예에 불구하고 공일등을 수여할 수 있었다.

## 형태
공일등 자응대수장은 정장(正章)과 부장(副章)으로 구성된다. 정장의 장(章), 즉 문채의 재질은 금(金)이고, 지름은 2치(寸) 5푼(分)이며, 금색 선을 두른 청홍색의 태극을 중심으로 외변에는 십자형의 백색 광선이 이어졌다. 광선 사이마다 녹색 잎에 싸인 담홍색 무궁화가 배치되어 있다. 꼭지와 고리의 재질은 금이며, 꼭지의 모양은 담자색의 비상하는 매의 형상으로 그 뒷면에는 전서체의 ‘군공일등’(軍功一等)이 가로쓰기로 새겨져 있다. 공일등 자응대수장을 패용할 때는 백색 바탕에 쌍홍선(雙紅線) 간도직(間道織)으로 이루어진 대수(大綬)를 오른쪽 어깨에서 왼쪽 옆구리에 두른 다음에 끝부위에서 교차하여 오얏꽃을 천으로 접어달고 그 밑에 정장을 달았으며, 부장은 왼쪽 가슴에 단다.
공이등 자응장은 공일등 자응대수장의 부장을 겸한다. 지름은 3치이며 재질은 금과 은이고 중앙의 문양은 비상하는 매이다. 그 외변에는 녹색 잎에 싸인 담홍색 무궁화와 이중의 백색 광선을 배치하였다. 한편 뒷면의 패침은 재질이 은이며 중앙과 좌우에 각각 설치되어 있다. 패침의 좌우에는 전서체의 ‘군공이등’(軍功二等)이 음각되어 있다.
공삼등 자응중수장은 공이등 자응장의 부장을 겸한다. 지름은 1치 8푼이고, 문채의 재질은 금과 은, 고리와 꼭지의 재질은 금이며, 꼭지의 뒷면에 전서체의 ‘군공삼등’(軍功三等)이 가로쓰기로 새겨져 있고, 고리가 타원형이다. 패용할 때는 문채를 정중앙에 끼운 중수(中綬)를 목 밑에 건다.
공사등 자응소수장은 지름은 1치 5푼이고, 재질은 모두 금이며, 꼭지의 뒷면에 전서체의 ‘군공사등’(軍功四等)이 가로쓰기로 새겨져 있고, 고리가 정원형이다. 공오등 자응소수장은 규격이 공사등과 동일하고, 문채의 재질은 금과 은, 꼭지와 고리의 재질은 금이며, 꼭지의 뒷면에 전서체의 ‘군공오등’(軍功五等)이 가로쓰기로 새겨져 있다. 공육등 자응소수장은 지름이 1치 3푼이고, 문채와 꼭지의 재질은 금, 고리의 재질은 은이며, 꼭지의 뒷면에 전서체의 ‘군공육등’(軍功六等)이 가로쓰기로 새겨져 있다. 공칠등 자응소수장은 지름이 1치 2푼이며, 문채의 재질은 금과 은, 꼭지와 고리의 재질이 은이고, 꼭지의 뒷면에 전서체의 ‘군공칠등’(軍功七等)이 가로쓰기로 새겨져 있다. 공팔등 자응소수장은 재질이 모두 은이고, 꼭지의 뒷면에 전서체의 ‘군공팔등’(軍功八等)이 가로쓰기로 새겨져 있다. 패용할 때 공사등에서 공팔등까지는 위는 직선을 이루고 아래는 양귀를 접어 문채와 연결한 소수(小綬)로서 왼쪽 가슴에 단다. 다만 공사등의 소수 표면에는 천으로 꽃을 접어 다는 차이가 있다.

## 같이 보기
- 대한제국
- 대한제국의 훈장

## 참고 문헌
- 《고종실록》
- 《순종실록》
- 이강칠 (1999), 《대한제국시대 훈장제도》, 백산출판사. ISBN 9788977392595